# عمرو عزت سلامة
عمرو عزت سلامة (ولد في القاهرة بمصر سنة 1951م هو أستاذ هندسة مدنية مصري ووزير التعليم العالي والبحث العلمي في حكومة تصريف الأعمال منذ 7 مارس 2011م، بعد أن كلف المجلس الأعلى للقوات المسلحة د. عصام شرف بتشكيل الحكومة خلفاً للفريق أحمد شفيق. وقد شغل سلامة هذا المنصب الوزاري من قبل في حكومة د. أحمد نظيف في الفترة من 12 يوليو 2004 حتى 27 ديسمبر 2005.

## تدرجه الأكاديمي
حصل سلامة على درجة البكالوريوس في الهندسة من كلية الهندسة جامعة القاهرة سنة 1973، ثم درجة الماجستير في الهندسة المدنية من جامعة Manchester عام 1977، ثم الدكتوراة من جامعة heriot-watt عام 1979، وعمل أستاذاً بجامعة حلوان منذ سنة 1981 .

## مناصبه
- رئيس جامعة حلوان منذ 2002 حتي 2004.
- وزير التعليم العالي والدولة للبحث العلمي 13-7-2004 حتي 29-12-2005.
- رئيس مركز بحوث الإسكان والبناء 2006 حتي 2008.
- مستشار للجامعة الأمريكية منذ عام 2008 حتي 2011.
- وزير التعليم العالي والبحث العلمي والعلوم والتكنولوجيا في 7-3- 2011.
- مستشار للجامعة الأمريكية منذ عام 2011 حتي أغسطس 2017.
- رئيس مجلس أمناء مستشفى 57357 لعلاج أورام الأطفال.[3]

## بعد ثورة 25 يناير
تولي الدكتور عمرو عزت سلامة وزارة البحث العلمي في حكومة الدكتور عصام شرف بعد استقالة حكومة الفريق أحمد شفيق في 3 مارس 2011م. إلى أن تقدم باستقالته في أحدث تعديل وزاري.